# Birgit Wåhlander
Birgit Wåhlander, egentligen Rut Birgit Eugenia Lindström,  född 14 november 1919 i Stockholm, död 27 februari 2000 i Djursholm, svensk skådespelare. Ligger begravd på Norra begravningsplatsen utanför Stockholm.

## Filmografi
- 1956 – Ratataa eller The Staffan Stolle Story
- 1948 – Loffe som miljonär

## Teater

### Roller (ej komplett)
| År   | Roll | Produktion       | Regi | Teater      |
| ---- | ---- | ---------------- | ---- | ----------- |
| 1948 |      | Kiki Hans Myller |      | Hippodromen |

### Fotnoter
1. ↑  Norra begravningsplatsen: Kändisarna, Norra begravningsplatsen.se, läs online.[källa från Wikidata]
2. ↑  Lindström, RUT BIRGIT EUGENIA, Svenskagravar.se, läs online, läst: 27 april 2017.[källa från Wikidata]
3. ↑  ”'Kiki' i Malmö”. Dagens Nyheter:  s. 9. 1 april 1940. http://arkivet.dn.se/arkivet/tidning/1948-04-01/87/9. Läst 27 augusti 2015.